# Dąbrowa (gmina Dźwierzuty)
Dąbrowa (niem. Damerau i Damerauwolka) – wieś w Polsce położona nad jeziorem Sasek Wielki w województwie warmińsko-mazurskim, w powiecie szczycieńskim, w gminie Dźwierzuty. W latach 1975–1998 miejscowość należała administracyjnie do województwa olsztyńskiego.
Dawny majątek szlachecki, utworzony w 1557 r., kiedy to książę Albrecht nadał te dobra Benedyktowi von Modgarben (z Mogdarb). Później dobra ziemskie wielokrotnie zmieniały właścicieli aż w roku 1992 majątek ziemski został rozparcelowany. Efektem tego jest współczesna, rozproszona zabudowa wsi. 
Od strony zachodniej znajduje się jezioro Sasek Wielki.